# Gheorghe Mărdărescu (antrenor)
Gheorghe Mărdărescu (cunoscut și sub numele de „Gil Mărdărescu”, „Virgil Mărdărescu” și „Vintilă Mărdărescu”; n. 15 iulie 1921, București, România – d. 11 iunie 2003, Aliso Viejo⁠(d), California, SUA) a fost un fotbalist și antrenor de fotbal român.
În 1969, a fost numit ca manager al echipei naționale „B” a României, cunoscută sub numele de România Olimpică, și a întreprins un turneu în Israel și Australia.
În 1976, sub conducerea lui, Marocul a câștigat primul (și deocamdată, singurul) titlu al Cupei Africii pe Națiuni. În 1978, tot sub conducerea lui, naționala Marocului a fost eliminată în primul tur.
Fiul lui, Gil, a jucat împreună cu Pelé pentru New York Cosmos în NASL.